# 그단스크만

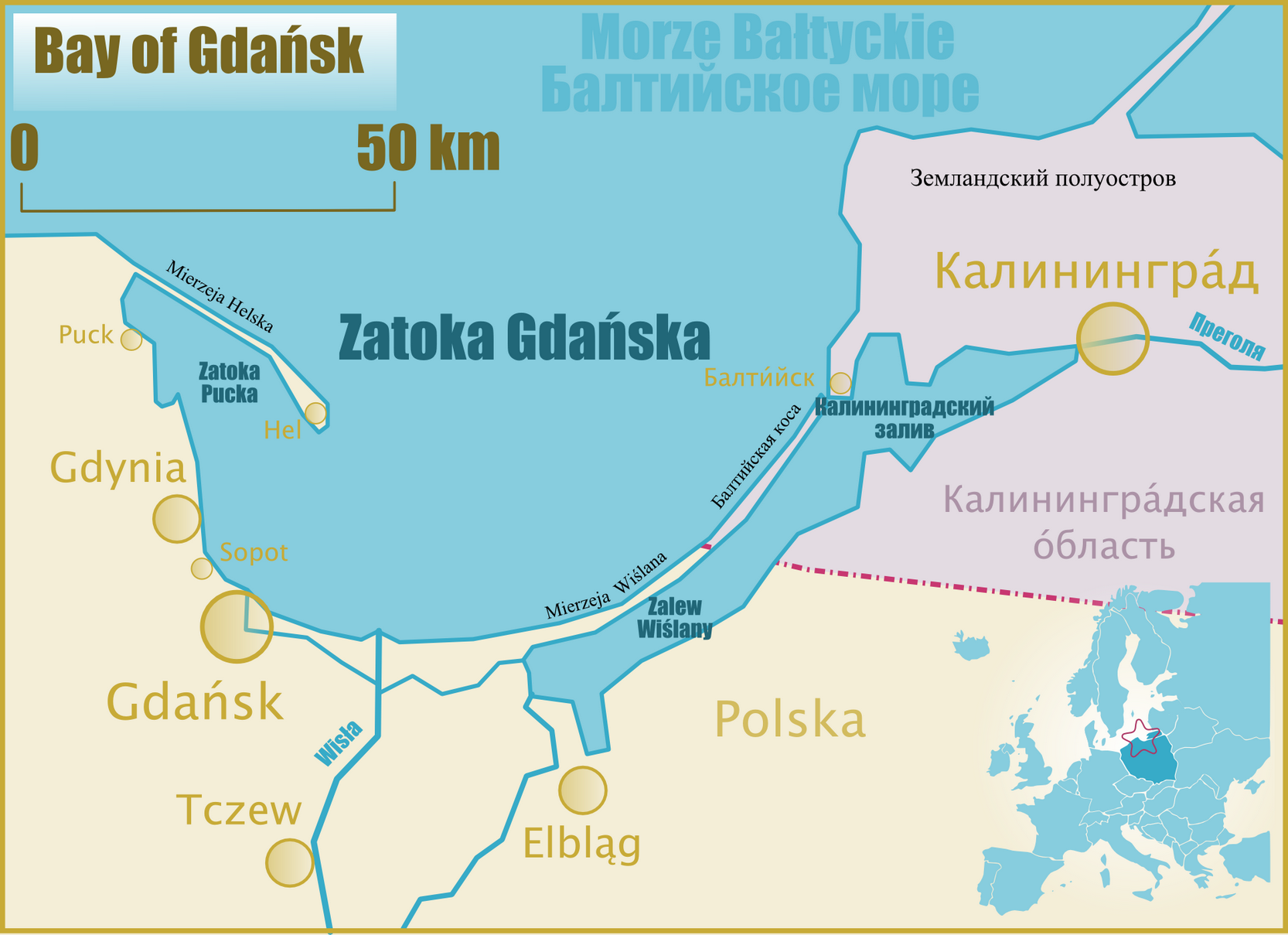
그단스크만

그단스크만(폴란드어: Zatoka Gdańska, 카슈브어: Gduńskô Hôwinga, 러시아어: Гданьская бухта, 독일어: Danziger Bucht)은 발트해 남동부에 위치한 만이다. 만 이름은 폴란드의 항구 도시인 그단스크에서 유래된 이름이다.
폴란드와 러시아 칼리닌그라드주 사이에 걸쳐 있다. 만 서반부는 푸츠크만(Puck)과 접하며 만 남동부는 비스툴라곶을 사이에 두고 비스툴라 석호와 접한다. 그단스크만과 접하고 있는 주요 도시는 폴란드의 그단스크, 그디니아, 소포트, 푸츠크, 러시아 칼리닌그라드, 프리모르스크, 발티스크 등이 있다.